# Naser Khader
Naser Khader (arabisk: ناصر خضر, født 1. juli 1963 i Damaskus) er en dansk økonom, teolog, debattør, forfatter, foredragsholder, tidligere radiovært og tidligere politiker med dansk-palæstinensisk og dansk-syrisk baggrund, der var medlem af Folketinget fra 2001 til 2011 og igen fra 2015 til 2022. Han repræsenterede partierne Radikale Venstre (2001-2007), Ny Alliance (2007-2008), Liberal Alliance (2008-2009) og Det Konservative Folkeparti (2009-2011 og 2015-2021), og var løsgænger i Folketinget i tre forskellige perioder.
Khader er ikke mindst kendt for sin rolle under Muhammed-krisen i 2005, hvor han blev populær i en stor del af den danske befolkning for sin optræden, og for sin tid som partistifter og formand for først Ny Alliance og siden Liberal Alliance. Da partiet tog en stærkere liberal kurs, gik stafetten videre til Anders Samuelsen, hvorefter Naser Khader forlod partiet helt i 2009.
Han blev medlem af Det Konservative Folkeparti i 2009, som han repræsenterede i Folketinget fra 2009-2011 og 2015-2021. I august 2021 forlod han partiet efter at være blevet beskyldt for seksuelle krænkelser af fem kvinder for 5-20 år siden. Khader har hele tiden afvist anklagerne. Sagerne endte med påstand mod påstand. Naser Khader er medstifter af Muslim Reform Movement.
Udover sin politikerkarriere har Khader blandt andet været seniorforsker ved den konservative tænketank, Hudson Institute i Washington D.C., hvor han rådgav amerikanske politikere og embedsmænd om politik i Mellemøsten og Europa.
Naser Khader er fraskilt og lever under permanent politibeskyttelse som følge af trusler mod sin person.

## Baggrund
Naser Khader er søn af Ahmed Abu Khader af palæstinensisk oprindelse og Sada Abu Khader af syrisk oprindelse. Han kom til Danmark i 1974.
Oprindeligt var hans far rejst som migrant efter arbejde først i Tyskland og derefter i Danmark. Han er halvbror til forfatter Kristina Abu-Khader Aamand.
Naser Khader gik i Oehlenschlægersgades Skole i København 1975-80 og derefter på Rysensteen Gymnasium 1980-83, hvor han tog studentereksamen som den første elev med indvandrerbaggrund.
Khader er uddannet cand.polit. fra Københavns Universitet, hvor han studerede 1986-93. Khader har desuden læst mellemøststudier på Odense Universitet 1991-93 og fjernstudier i islam. Han har haft et sommerophold på al-Azhar Universitet i Kairo i 1997, taget supplerende uddannelse i retorik og formidling på Aarhus Universitet 1994-95 og en række tolkekurser.
Naser Khader arbejdede som arabisk tolk og oversætter i perioden 1983-98, som oversætter og konsulent for Danmarks Radio 1989-97 og som konsulent i boligselskabet DAB 1996-97.
Udover et kortvarigt arrangeret ægteskab med en kusine i Syrien, da han var 20 år, har Khader boet sammen med Birgitte Juhl, med hvem han har en datter. I 2003-10 dannede han par med jurist og forfatter Bente Dalsbæk. De har sammen en søn.
I 2023 konvertede Khader til kristendom og begyndte på den såkaldte paragraf 1-præsteuddannelse på Københavns Universitet.

## Politisk karriere

### Det Radikale Venstre
Naser Khader blev medlem af Det Radikale Venstre i 1984 og var medlem af partiets hovedbestyrelse fra 1996 til 2007. 1997-2000 var han et af partiets medlemmer af Københavns Borgerrepræsentation. Han var folketingskandidat i Vestre Storkreds i 1994-99 og i Østre Storkreds fra 2000. Som politisk debattør introducerede han i denne tid begrebet halalhippie i sin bog Khader.dk fra 2000.
Han kom i Folketinget efter Folketingsvalget 2001. Under Muhammed-krisen i 2005 blev han landskendt og populær i vide kredse for sit forsvar for Jyllands-Postens karikaturtegninger. I de følgende år kom han dog gentagne gange i konflikt med ledende partifæller som gruppeformand Marianne Jelved, næstformanden Margrethe Vestager og udlændingeordfører Elsebeth Gerner Nielsen om de radikales politiske linje, og i januar 2007 stødte han på overraskende modstand i sit københavnske bagland, da en generalforsamling hos de radikale i hans storkreds viste, at en del medlemmer ikke støttede hans genopstilling.

### Ny Alliance og Liberal Alliance
Den 7. maj 2007 forlod han de radikale og stiftede sammen med Anders Samuelsen og Gitte Seeberg partiet Ny Alliance med Khader som formand. Ved et stort pressemøde samme dag sagde Khader, at de tre politikere følte sig politisk hjemløse og ønskede at skabe et samarbejde på dansk politiks midte og derved få minimeret Dansk Folkepartis indflydelse.
De første meningsmålinger efter dannelsen viste stor tilslutning til Ny Alliance med 11 % af de adspurgte, som svarede, at de sikkert eller sandsynligvis ville stemme på partiet.
Efterhånden mistede partiet dog tilslutning i meningsmålingerne.
Ved folketingsvalget i 2007 opnåede det blot fem mandater efter en hård valgkamp, hvor Naser Khader bl.a. havde store problemer med at forklare partiets skattepolitik på et vælgermøde i Kalundborg og skabte forvirring i offentligheden om, hvem det nye parti ønskede som statsminister. Desuden vakte det stor opsigt, da Se og Hør i en stort opsat artikel nogle uger før valget beskyldte Naser Khader for at have benyttet sig af sort arbejde.
Khader klagede over denne historie til Pressenævnet. Nogle måneder efter valget kom Pressenævnets afgørelse, hvor de udtalte delvis kritik af Se og Hør.
Ugebrevet A4 foretog efter valget en undersøgelse blandt vælgere, der havde overvejet at stemme på Ny Alliance, men som endte med ikke at gøre det.
Undersøgelsen fandt, at Se og Hørs historie næsten ikke betød noget for deres fravalg, og at årsagen til Ny Alliances tab af vælgere kunne forklares med usikkerhed omkring partiets politik og Khaders usikre kommunikation i valgkampen. Efter at Se og Hør gentog historien i 2011, anlagde Khader sag mod bladet og vandt sagen i Københavns Byret, der i december 2012 pålagde Se og Hør at anerkende, at der ikke forelå dokumentation for påstanden om sort arbejde. Byretten bestemte, at chefredaktør Kim Henningsen og journalisten bag historien skulle betale 25.000 kroner i tortgodtgørelse til Khader og desuden offentliggøre konklusionen på dommen.
Efter folketingsvalget i november 2007 fortsatte Ny Alliances problemer. Intern uenighed mellem partiets stiftere om linjen førte til en splittelse. Samtidig fremstod Anders Samuelsen i løbet af 2008 i stigende grad som partiets stærke mand i stedet for Khader. I august 2008 omdannedes partiet til Liberal Alliance med en klart mere økonomisk-liberalistisk linje. Khader fortsatte i første omgang som partiformand, men stærke kræfter i partiet fandt ham uegnet til posten og ønskede at erstatte ham med Samuelsen. Den 5. januar 2009 forlod Khader Liberal Alliance og erklærede sig som løsgænger i Folketinget, og Anders Samuelsen overtog formandsposten for partiet.
I februar 2009 blev dokumentarfilmen Dagbog fra midten af Christoffer Guldbrandsen, der skildrede stiftelsen af Ny Alliance og det efterfølgende valg, vist på DR2.

### Det Konservative Folkeparti
Efter nogle måneder som løsgænger meldte Khader sig 17. marts 2009 ind i Det Konservative Folkeparti. Her blev han udenrigsordfører og blandt andet aktiv i debatten omkring det arabiske forår. Han vakte også opsigt med et kontroversielt forslag om et forbud mod burkaer. Mens Socialdemokratiet og Dansk Folkeparti umiddelbart støttede forslaget, blev det afvist af De Konservatives regeringspartner Venstre.
Forslaget skabte også splittelse i den konservative folketingsgruppe, da formanden Lene Espersen sagde, at hun ville stemme med Venstre, hvis de afviste det.
Eksperter mente ydermere, at Khaders forslag stred mod Grundloven og Den Europæiske Menneskerettighedskonvention.
Nogle år senere, bl.a. efter at Den Europæiske Menneskerettighedsdomstol i 2014 havde godkendt et burkaforbud i Frankrig,
blev der dog i 2017 flertal i Folketinget for et maskeringsforbud, der især omfattede burkaer.
Ved folketingsvalget i september 2011 stillede Khader op i Københavns Omegns Storkreds. Han fik 1.690 personlige stemmer, hvilket rakte til en tredjeplads blandt de konservative kandidater efter Benedikte Kiær og Charlotte Dyremose. Da partiet kun fik et mandat i storkredsen, mistede Khader sin plads i Folketinget.
Da Benedikte Kiær afgav sit mandat den 1. januar 2014 i forbindelse med sit valg til borgmesterposten i Helsingør, indtrådte Charlotte Dyremose i Folketinget, hvorved Khader blev førstesuppleant.[kilde mangler]

### Arbejde ved Hudson Institute og efterfølgende kritik
Fra 2011 til 2014 var Khader tilknyttet den amerikanske konservative tænketank Hudson Institute i Washington, D.C., hvor han arbejdede som senior fellow. Her beskæftigede han sig primært med mellemøstlige forhold, demokratiudvikling og islamisk ekstremisme.
Hudson Institute er kendt for at have tætte forbindelser til neokonservative kredse og stærk støtte til Israel i amerikansk udenrigspolitik. Det har ført til kritik fra flere debattører og aktivister, som har stillet spørgsmålstegn ved Khaders rolle i debatten om Mellemøsten. Blandt andet har kritikere i danske og arabiske medier peget på, at Khaders analyser og udtalelser ofte sammenfaldt med israelske udenrigspolitiske interesser, og nogle har betegnet ham som en "pro-israelsk påvirkningsagent".
Khader selv har afvist sådanne påstande og har fremhævet, at hans arbejde for Hudson Institute handlede om bekæmpelse af ekstremisme og fremme af sekulære og demokratiske værdier i den arabiske verden.

### Pause fra Folketinget
To måneder efter folketingsvalget i 2011 meddelte Khader den 27. november, at han ønskede at forlade dansk politik helt og derfor ikke ville genopstille til Folketinget. Meddelelsen kom i anledning af, at han fik job ved den konservative amerikanske tænketank Hudson Institute i Washington, D.C.
Khader fortalte, at han i sit nye job bl.a. skulle rejse rundt i den arabiske verden og forske i ytringsfrihed og demokratiudvikling.
Han arbejdede som seniorforsker ved instituttet i tre år.
I perioden 2011-16 skrev Khader bloggen Verden ifølge Khader under BT's domæne.
På bloggen beskæftigede han sig især med mellemøstlige emner. Bl.a. opfordrede han til en international reaktion mod, hvad han kaldte Syriens præsident Assads "regulære nedslagtning af frihedskæmperne", og han kritiserede den danske passivitet overfor Assad-regimets systematiske overgreb. Han har også sat fokus på Islamisk Stats gruopvækkende fremfærd og talt for oprettelsen af et selvstændigt Kurdistan.
I januar 2012 blev Khader tilknyttet DR som vært sammen med først Helen Hajjaj og fra forsommeren 2012 til 2015 med DR's tidligere Mellemøstenkorrespondent Steen Nørskov i P1's radioprogram Arabiske stemmer.
I den rolle fulgte han blandt andet det egyptiske præsidentvalg i 2012.
Hans tidligere partikollega Gitte Seeberg kaldte programmet for "et utrolig lærerigt program" og sagde, at "sjældent kommer man så langt med ind i den arabiske tankegang". I september 2013 vandt programmet i kategorien nyheder og aktualitet ved uddelingen af Prix Radio ved Radiodays.
I 2013 udgav han også debatbogen Bekendelser fra en kulturkristen muslim, der kaldte "på reformeringen af islam, hvis religionen skal overleve."

### I Folketinget igen fra 2015
Den 17. februar 2015 meddelte Naser Khader, at han ønskede at gøre comeback i dansk politik og opstille som folketingskandidat for Det Konservative Folkeparti i Østjyllands Storkreds, hvor han overtog en sikker kreds fra Tom Behnke. Ved Folketingsvalget 2015 fik han 4.041 personlige stemmer og opnåede dermed et tillægsmandat. I Folketinget blev han bl.a. integrations-, udenrigs- og værdiordfører for sit parti.

VLAK-regeringen og formand for Folketingets forsvarsudvalg
Den 28. november 2016 blev den smalle Venstre-regering, der tiltrådte efter valget i 2015, afløst af VLAK-regeringen, der udover Venstre bestod af Liberal Alliance og Det konservative Folkeparti. Regeringsdannelsen førte til, at Naser Khader overtog posten som formand for Folketingets forsvarsudvalg, som han bestred helt frem til den 17. august 2021, da han forlod Det konservative Folkeparti – han var således eneste borgerlige udvalgsformand, der forblev på sin post, da regeringsmagten skiftede til Mette Frederiksen og Socialdemokratiet den 5. juni 2019.

### Orlov fra Folketinget 2021
I april 2021 sygemeldte Khader sig med stress og fik orlov fra Folketinget. Det skete, efter at Berlingske havde bragt endnu en artikelserie, hvor en række personer, der havde debatteret flygtninge og islam med Khader, fortalte, at de havde følt sig truet af hans adfærd. Khader skulle bl.a. have forsøgt at intimidere kritikerne ved at kontakte deres arbejdsgivere. Personerne talte både ukendte danskere og fremtrædende debattører, deriblandt fuldmægtig i Justitsministeriet og forfatter Tarek Ziad Hussein.
Khaders eget synspunkt om, at han havde delt sine bekymringer med sine modstanderes arbejdsgivere, fordi han var oprigtigt bekymret for deres evner til at bestride deres ansvarsforpligtelser med det værdisæt, som de gav udtryk for, druknede i den offentlige mediedækning.
Den konservative formand Søren Pape Poulsen tog afstand fra at kontakte arbejdsgivere til personer, man var uenige med i den offentlige debat, men nævnte også, at Khader i årevis havde været presset af trusler på livet og af ikke at kunne bevæge sig frit.

### Anklager om seksuelle krænkelser og udmeldelse af De Konservative
I juli 2021 stod fem kvinder frem i en artikel udgivet af DR og anklagede Khader for at have krænket dem seksuelt over de sidste to årtier, inklusiv at han skulle have forsøgt at tvinge én af kvinderne til at have samleje med ham. I den samme artikel benægter Khader alle anklager.
I forlængelse af disse anklager havde Det Konservative Folkeparti foranstaltet en advokatundersøgelse, som partiets forretningsudvalg havde haft lejlighed til at studere d. 17. august 2021. På baggrund af rapportens indhold var det forretningsudvalgets konklusion, at man fandt det rigtigt at anbefale hovedbestyrelsen, at Naser Khader skulle ekskluderes af partiet. Efter at være blevet bekendtgjort med denne beslutning om morgenen d. 18. august 2021 valgte Khader dog selv at forlade partiet samme dag.
Naser Khader har aldrig vedgået de 5 kvinders påstande.

## Kontroverser

### Afskrift iÆre og Skam
I 2003 beskrev dagbladet Politiken, at Khader ved revisionen af sin bog Ære og Skam havde skrevet en række passager af fra tekster af den danske muslimske forfatter Aminah Tønnsen og stiftspræst, dr.theol. Lissi Rasmussen. Khader sagde til avisen, at han havde begået en fejl, men mente også, at noget af kritikken var under bagatelgrænsen.
Ifølge bagsideteksten på bogen har Naser Khader "fortalt til journalist Stig Matthiesen".

### Afskrift iHjertet bløder
I 2017 blev Khader genstand for en ny afskriftssag, da Weekendavisen afslørede, at bogen Hjertet bløder fra 2015 i stort omfang bestod af plagiat fra andre tekster. Bogen havde Khader og journalist Stig Matthiesen som forfattere, ifølge bagsideteksten med den rollefordeling, at Khader havde "fortalt til Stig Matthiesen". Avisen fandt flere kapitler med "længere passager, som efter alt at dømme er skrevet af efter bøger, artikler og opslagsværker som Wikipedia, som på intet tidspunkt nævnes i bogen." Direktør hos People's Press Jakob Kvist sagde: "Det er en ren tilståelsessag. Vi er skyldige i uagtsomt intellektuelt tyveri, og det er vi meget kede af. Jeg bøjer mig i støvet for dokumentationen. Vi trækker bogen tilbage med det samme og brænder, hvad der er tilbage af den". Hverken Khader eller Matthiesen ville tage ansvaret for plagiatet.

### Exitcirklen og Sherin Khankan
I september 2017 sendte Naser Khader en email til tre ordførere fra andre partier, hvor han på vegne af sig selv, Marcus Knuth fra Venstre og Martin Henriksen fra Dansk Folkeparti rejste en række anklager mod Sherin Khankan og hendes kollega i Exitcirklen, Khaterah Parwani. Hensigten med emailen var at forsøge at forhindre, at Exitcirklen fik en beviling fra Satspuljen til arbejdet med kvinder, der er blevet udsat for vold og religiøs og social kontrol. To juraprofessorer vurderede imidlertid, at emailen indeholdt injurier mod Khankan og Parwani. Mailen medførte kraftig kritik fra andre politikere på Christiansborg, da den blev kendt, og den konservative gruppeformand og politiske ordfører Mette Abildgaard, integrationsminister Inger Støjberg og statsminister Lars Løkke Rasmussen tog afstand fra den. Khader erkendte, at hans mail "ikke fik topkarakter", men afviste at undskylde.
Sagen blev kompliceret, da det blev offentligt kendt, at Khader og Khankan havde haft en nær personlig relation for 18 år siden. Khankan offentliggjorde en privat besked, hun havde fået fra Khader, som hun opfattede som et forsøg på at presse hende til tavshed ved at true med at offentliggøre 17-18 år gamle private billeder af hende. Khader udtalte til Berlingske, at han gerne ville have formuleret beskeden sendt til Khankan anderledes, men at der blot var tale om "kedelige feriebilleder". Juraprofessor Sten Schaumburg-Müller vurderede, at Khaders henvendelse var på kanten af straffeloven, og flere forvaltningseksperter mente, at sagen rejste et principielt inhabilitetsproblem. Khader afviste, at beskeden var ment truende.
Khankan anlagde efterfølgende en injuriesag imod Khader, Knuth og Henriksen. Hun fik dog ikke medhold i Østre Landsret, som afviste at tage stilling til mailen med henvisning til, at folketingsmedlemmer ikke kan drages til ansvar for deres ytringer i Folketinget, og at mailen ikke havde været tiltænkt udbredelse i offentligheden.

### Forhold til andre danske indvandrere
Mens Khader har været meget populær blandt mange danskere for sine udtalelser om indvandrerne i Danmark, islam og assimilation, har han mødt kritik hos en række andre danske indvandrere for sine holdninger. Han er bl.a. blevet kaldt en kokosnød, der er brun udenpå, men hvid indeni. Et portræt på Altinget.dk i 2017 nævnte, at Khaders tendens til at skære sine budskaber firkantet ud i kombination med de skarpe holdninger på indvandrer- og integrationsområdet har skaffet ham mange fjender i etniske minoritetsmiljøer. Hans tidligere folketingskollega Özlem Cekic kaldte ham i 2017 for en grøftegraver og udtalte, at hvor han tidligere blev set som en vigtig rollemodel, var han med årene blevet mere ekstrem og nu sås som en, der sparkede nedad og aldrig talte minoritetsmiljøet op.

## Øvrige poster
Khader har været medlem af Nyt Europas bestyrelse og talsmandsgruppe og er tidligere medlem af VL-gruppe 67. Han var i 2005 med til at stifte Demokratiske Muslimer, som han i foreningens første år også var formand for, og som i meget høj grad blev identificeret med hans person.
Naser Khader har desuden haft følgende offentlige poster:
- Medlem af Etisk Råd 1998-2001.[12]
- Medlem af Indenrigsministeriets tænketank om integration 2000-2001.[12]
- Medlem af bestyrelsen for Lokale- og Anlægsfonden 1999-2000.

## Forfatterskab
Naser Khader har skrevet følgende bøger:
- Ære og Skam, 1996
- khader.dk (sammen med Jakob Kvist), 2000
- Nasers Brevkasse. Interview ved Elisabeth Svane, Gyldendal Uddannelse, 2001
- Bekendelser fra en kulturkristen muslim, Kristeligt Dagblads Forlag, 2013
- Hjertet bløder (sammen med Stig Matthiesen), 2015 (Bogen trukket tilbage i 2017 efter påvisning af omfattende plagiat)
- Hanan Syrien - mit møde med en stærk kvinde fra mit fødeland (sammen med Birgitte Wulff), People's, 2016.
- Kamp Må Der Til, (sammen med Rasmus Bro Henriksen), 2018
- Vejen –  Fra koranskole til folkekirke, People's, 2024.

## Priser
Khader har modtaget følgende priser og udmærkelser:
- Forfatterforeningens pris for Fred og Mellemfolkelig Forståelse, 1998
- Jytte-prisen (HK Kommunals kulturpris), 1998
- Interkulturprisen fra AFS Interkultur, 1999
- Modersmål-Prisen, 2000
- Junior Chambers pris som The Outstanding Young Person, 2001
- P. A. Heiberg-prisen fra Dansk PEN, 2002
- Jyllands-Postens Fonds Ytringsfrihedspris, 2006
- Kryger-prisen for Arabiske stemmer sammen med Steen Nørskov, 2013

Derudover har restaurant Ida Davidsen opkaldt et stykke smørrebrød efter Khader. Det består af roastbeef, hummus, lammebacon og rødbedestængler på rugbrød.

## Sportslige præstationer
Khader dyrker karate (Kyokushin karate) og har udøvet denne kampsport på eliteniveau, hvor han blev danmarksmester i 1985.
Han var tillige med på det danske landshold til Europamesterskaberne.
Khader blev gradueret det sorte bælte 2. dan i 1988.
Mens han sad i Folketinget, organiserede han et motionshold i karate på Christiansborg.